# Stadion v Jiráskově ulici
Stadion v Jiráskově ulici – stadion piłkarski w Igławie, w Czechach. Został otwarty w 1955 roku. Może pomieścić 4132 widzów. Swoje spotkania rozgrywają na nim piłkarze klubu FC Vysočina Jihlava.

## Historia
W 1951 roku klub piłkarski z Igławy pozyskał teren przy drodze na Staré Hory pod budowę nowego stadionu. Jeszcze tego samego roku ruszyły prace, ale po natknięciu się na rurociąg zostały one wstrzymane i ostatecznie zabroniono budowy w tym miejscu. Klub uzyskał jednak nową działkę, usytuowaną bliżej centrum miasta i tam ostatecznie powstał nowy stadion, którego otwarcie miało miejsce w 1955 roku. Pierwszą imprezą była przeprowadzona w czerwcu 1955 roku spartakiada z udziałem 10 000 gimnastyków; budowę stadionu ukończono jednak pod koniec 1955 roku. W kolejnych latach wybudowano budynek z szatniami i zapleczem sanitarnym, a także hotel. Na początku lat 70. XX wieku rozpoczęto prace modernizacyjne, w trakcie których m.in. wysiano boisko trawą, poszerzono bieżnię lekkoatletyczną i wybudowano boisko treningowe. Otwarcie obiektu po zakończeniu tych prac miało miejsce 11 sierpnia 1974 roku. Nie oznaczało to jednak końca modernizacji; w latach 1974–1975 powstała kryta trybuna wzdłuż boiska, od strony południowo-zachodniej. W latach 80. XX wieku prowadzone były dalsze remonty. W 2002 roku zakończyła się modernizacja szatni i budynku administracyjnego. W 2005 roku FC Vysočina Jihlava wywalczyła historyczny awans do 1. ligi. W tym samym roku rozpoczęto budowę nowej, zadaszonej trybuny, wraz z dwoma budynkami umieszczonymi w narożnikach, za północno-zachodnią bramką. Została ona oddana do użytku w 2006 roku. Wraz z trybuną zainstalowano również sztuczne oświetlenie o natężeniu 1200 luksów, osadzone na czterech masztach. Powstanie trybuny oznaczało jednocześnie likwidację bieżni lekkoatletycznej. W planach była budowa kolejnych nowych trybun, tak by zamknąć obiekt spójną, prostokątną bryłą, jednak póki co nie zostały one zrealizowane. Po kolejnym awansie drużyny FC Vysočina na najwyższy poziom rozgrywkowy (w 2012 roku) stadion wyposażono za to w podgrzewaną murawę.
W 1999 roku obiekt był jedną z aren piłkarskich Mistrzostw Europy U-16. Rozegrano na nim jedno spotkanie fazy grupowej turnieju oraz jeden mecz ćwierćfinałowy. 25 maja 2011 roku na stadionie odbył się także finałowy mecz Pucharu Czech (FK Mladá Boleslav – Sigma Ołomuniec 1:1, k. 4:3).